# Benedetta Brignoli
Benedetta Brignoli (Montecchio Emilia, 4 ottobre 1999) è una calciatrice italiana, centrocampista del Sassuolo.

## Carriera

### Club
Brignoli veste la maglia del Boca Barco, club con sede a Barco, nel comune di Bibbiano, dal 2012 all'estate 2014, data in cui si trasferisce alla Reggiana, storica e plurititolata squadra del movimento calcistico femminile italiano.

### Nazionale
Brignoli inizia a essere convocata agli stage della FIGC per vestire le maglie delle nazionali giovanili dal 2015. Inserita in rosa nella formazione under 17 dal neoresponsabile tecnico Rita Guarino per la doppia amichevole con le pari età della Danimarca dell'8 e 10 settembre 2015, viene poi confermata per la fase di qualificazione all'Europeo di Bielorussia 2016. Fa il suo debutto in un torneo UEFA il 28 settembre 2015 a Skopje, in occasione del primo incontro del gruppo E vinto per 5-0 sulle pari età della Bosnia ed Erzegovina. Brignoli scende in campo in cinque delle sei partite della fase di qualificazione, le tre della prima fase e due della fase élite, condividendo con le compagne l'accesso della nazionale alla fase finale per la seconda volta nella storia sportiva della formazione. Guarino la impiega anche nel primo dei tre incontri del gruppo B, pareggio a reti inviolate con le avversarie della Rep. Ceca, dove le Azzurrine, dopo aver pareggiato anche con le future campionesse d'Europa della Germania, perdendo la decisiva partita con la Spagna per 3-1 vengono eliminate dal torneo.

## Statistiche

### Presenze e reti nei club
Statistiche aggiornate al 19 agosto 2025.
| Stagione        | Squadra         | Campionato      | Campionato | Campionato | Coppe nazionali | Coppe nazionali | Coppe nazionali | Coppe continentali | Coppe continentali | Coppe continentali | Altre coppe | Altre coppe | Altre coppe | Totale | Totale |
| Stagione        | Squadra         | Comp            | Pres       | Reti       | Comp            | Pres            | Reti            | Comp               | Pres               | Reti               | Comp        | Pres        | Reti        | Pres   | Reti   |
| --------------- | --------------- | --------------- | ---------- | ---------- | --------------- | --------------- | --------------- | ------------------ | ------------------ | ------------------ | ----------- | ----------- | ----------- | ------ | ------ |
| 2014-2015       | Reggiana        | B               | 14         | 2          | CI              | ?               | ?               | -                  | -                  | -                  | -           | -           | -           | 14+    | 2+     |
| 2015-2016       | Reggiana        | B               | 12         | 0          | CI              | ?               | ?               | -                  | -                  | -                  | -           | -           | -           | 12+    | 0+     |
| 2016-2017       | Reggiana        | B               | ?          | ?          | CI              | ?               | ?               | -                  | -                  | -                  | -           | -           | -           | ?      | ?      |
| Totale Reggiana | Totale Reggiana | Totale Reggiana | 26+        | 2+         |                 | 0+              | 0+              |                    | -                  | -                  |             | -           | -           | 26+    | 2+     |
| 2017-2018       | Sassuolo        | A               | 12+1       | 0          | CI              | 1               | 0               | -                  | -                  | -                  | -           | -           | -           | 14     | 0      |
| 2018-2019       | Sassuolo        | A               | 5          | 0          | CI              | 1               | 0               |                    | -                  | -                  |             | -           | -           | 6      | 0      |
| 2019-2020       | Tavagnacco      | A               | 15         | 0          | CI              | -               | -               | -                  | -                  | -                  | -           | -           | -           | 15     | 0      |
| 2020-2021       | Sassuolo        | A               | 18         | 0          | CI              | 3               | 0               | -                  | -                  | -                  | -           | -           | -           | 21     | 0      |
| 2021-2022       | Sassuolo        | A               | 17         | 1          | CI              | 1               | 0               | -                  | -                  | -                  | SI          | 0           | 0           | 18     | 1      |
| 2022-2023       | Sassuolo        | A               | 21         | 1          | CI              | 2               | 0               | -                  | -                  | -                  | -           | -           | -           | 23     | 1      |
| 2023-2024       | Sassuolo        | A               | 13         | 0          | CI              | 1               | 0               | -                  | -                  | -                  | -           | -           | -           | 14     | 0      |
| 2024-2025       | Sassuolo        | A               | 1          | 0          | CI              | -               | -               | -                  | -                  | -                  | -           | -           | -           | 1      | 0      |
| 2025-2026       | Sassuolo        | A               | -          | -          | CI              | -               | -               | -                  | -                  | -                  | AWC         | -           | -           | -      | -      |
| Totale Sassuolo | Totale Sassuolo | Totale Sassuolo | 88         | 2          |                 | 9               | 0               |                    | -                  | -                  |             | 0           | 0           | 97     | 2      |
| Totale carriera | Totale carriera | Totale carriera | 129+       | 4+         |                 | 9+              | 0+              |                    | -                  | -                  |             | 0           | 0           | 138+   | 4+     |

## Palmarès
- Campionato italiano di Serie B: 1

Reggiana: 2016-2017